# Маханово (Сухолозький міський округ)
Маха́ново (рос. Маханово) — село у складі Сухолозького міського округу Свердловської області.
Населення — 45 осіб (2010, 64 у 2002).
Національний склад населення станом на 2002 рік: росіяни — 84 %.